# AirPlus
AirPlus International GmbH mit Hauptsitz in Neu-Isenburg bei Frankfurt am Main ist ein Dienstleister für die Zahlungsabwicklung insbesondere von Geschäftsreisen. Das Unternehmen beschäftigt rund 1260 Mitarbeitende weltweit. Es wurde 1989 als Lufthansa AirPlus Servicekarten GmbH aus einem früheren Projekt der Lufthansa AG heraus gegründet. Im Juni 2023 vereinbarten Lufthansa und SEB Kort Bank AB den Verkauf von AirPlus mit sämtlichen internationalen Tochtergesellschaften und Niederlassungen an Letztere. Zum 1. August 2024 wurde das Geschäft vollzogen. Die SEB Kort Bank AB ist eine hundertprozentige Tochter der SEB Group. Im Zuge dieses Eigentümerwechsels wurde der Unternehmensname im Juli 2024 in AirPlus International GmbH geändert.
AirPlus bietet Unternehmen Dienstleistungen zur Bezahlung und Auswertung ihrer Geschäftsreisen und weiterer Einkaufsleistungen an. Die Bezahllösungen sind in 57 Ländern erhältlich und werden weltweit von 55.000 Kunden eingesetzt. Im Jahr 2023 erzielte AirPlus einen Abrechnungsumsatz von 14,2 Mrd. Euro und zählte 74,1 Mio. Transaktionen.
Alle Lösungen von AirPlus sind mit dem Impact-Label der Klimaschutzorganisation myclimate als klimafreundlich zertifiziert.